# هيو ديلانو
هيو ديلانو (بالإنجليزية: Hugh Delano)‏ هو صحفي رياضي وصحفي أمريكي، ولد في 14 ديسمبر 1933، وتوفي في 5 أبريل 2015.